# Землетрус в окрузі Ібурі (2018)

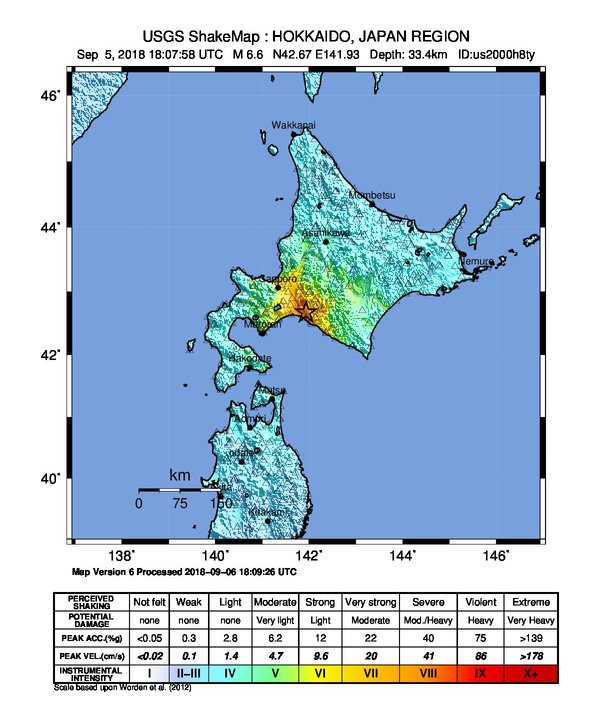
Землетрус в окрузі Ібурі (2018)

Землетрус в окрузі Ібурі  — сильний землетрус з магнітудою 6,6 градуса за шкалою Ріхтера в Японії в окрузі Ібурі, Хоккайдо 6 вересня 2018.

## Землетрус
Близько 3:08 за східним часом, стався землетрус силою 6,6 бала за шкалою Ріхтера в окрузі Ібурі, і в південній префектурі Хоккайдо в Японії. Епіцентр землетрусу знаходився поблизу Томакомай і проходив на глибині 33,4 км (20,8 милі). Землетрус сильно відчувався в префектурах Хоккайдо і Аоморі, поруйновані електромережі по всьому Хоккайдо, в результаті чого 5,3 мільйона чоловік залишилися без електрики. На 07.09.18 кількість жертв складала 16 чол., на 09.09.18 - вже 37. До 6-ї години ранку 09.09.18 в районах поблизу епіцентру зафіксовано більше 140 поштовхів-афтершоків.